# Break the News
Break the News è il terzo album di studio del cantante svedese Darin. È stato pubblicato il 22 novembre 2006 in Svezia, e poi ripubblicato con 2 vecchie hits, Step Up e Who's That Girl, lasciando fuori Saturday Night e What If I Kissed You Now (quest'ultimo esce come "lato B" dell'edizione tedesca di Desire), ottenendo la pubblicazione ufficiale il 28 settembre 2007 in Germania.
In Svezia l'album è stato promosso con due singoli ufficiali, Perfect e Everything but the Girl. C'erano progetti per pubblicare come terzo singolo Desire, ma l'unico sviluppo è stato il download nel mese di maggio. Il mercato tedesco ha visto l'uscita di Insanity come primo singolo dell'album, e Desire come secondo nel mese di Dicembre 2007.

## Tracce

### Pubblicazione scandinava
1. Insanity – 3:45 (Peter Mansson, Patric Sarin, Darin Zanyar)
2. Extra Ordinary Love – 3:16 (Max Martin, Rami, Robyn Carlsson, Patrik Berger)
3. Perfect (iTunes bonus track) – 3:00 (Anders Wikström, Fredrik Thomander, Robbie Nevil)
4. Everything but the Girl – 3:48 (Anders Wikström, Fredrik Thomander)
5. Desire – 3:08 (Darin, Peter Mansson, Patric Sarin)
6. Like No One – 3:30 (Patrik Berger, Fredrik Berger)
7. Saturday Night – 3:18 (P. Alderheim, Darin)
8. What If I Kissed You Now – 3:29 (A. Hansson, M. Sandén)
9. Everything You're Not – 3:20 (Darin, E. Mughal, J. Wahlsteen)
10. If You Wanna – 3:08 (Darin, D. Eriksen, Remee)
11. The Thing About You – 3:39 (Tysper, Mack, Grizzly, Sophia Somajo)
12. Homeless – 3:40 (Jörgen Elofsson)
13. Affection

### Pubblicazione internazionale
1. Insanity – 3:44
2. Extra Ordinary Love – 3:17
3. Step Up – 3:08
4. Everything but the Girl – 3:47
5. Desire – 3:08
6. Like No One – 3:29
7. Perfect – 2:59
8. Who's That Girl – 3:25
9. Everything You're Not – 3:21
10. If You Wanna – 3:07
11. The Thing About You – 3:36
12. Homeless – 3:40

## Classifiche
L'album ha debuttato alla numero 1 nelle classifiche svedesi. Dopo, è rimasto per cinque settimane in classifica, ritornando due volte in seguito alla pubblicazione di Everything but the Girl e Desire, rispettivamente alla posizione N°59 e alla N°28.
| Classifica           | Paese  | Provider(s) | Posizione | Certificazione | Vendite |
| -------------------- | ------ | ----------- | --------- | -------------- | ------- |
| Swedish Albums Chart | Svezia | IFPI        | 1         | Oro            | 20,000  |